# Louis Albert-Lefeuvre
Pour les articles homonymes, voir Lefeuvre.
Louis Étienne Albert-Lefeuvre, né le 27 mai 1845 à Paris (ancien 3e arrondissement) et mort le 11 août 1924 à Neuilly-sur-Seine, est un sculpteur français.

## Biographie

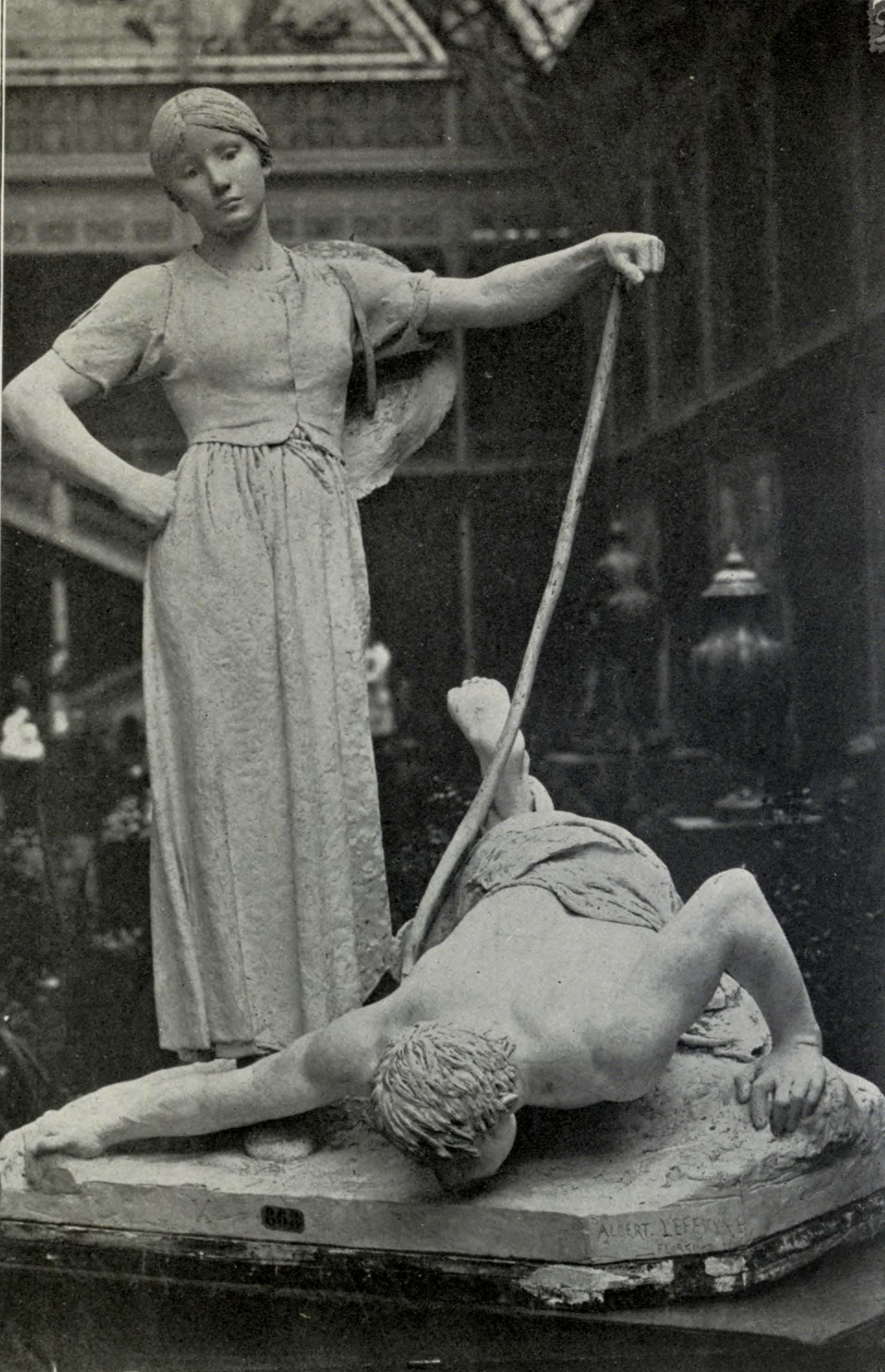
Après le travail (Salon de 1885).

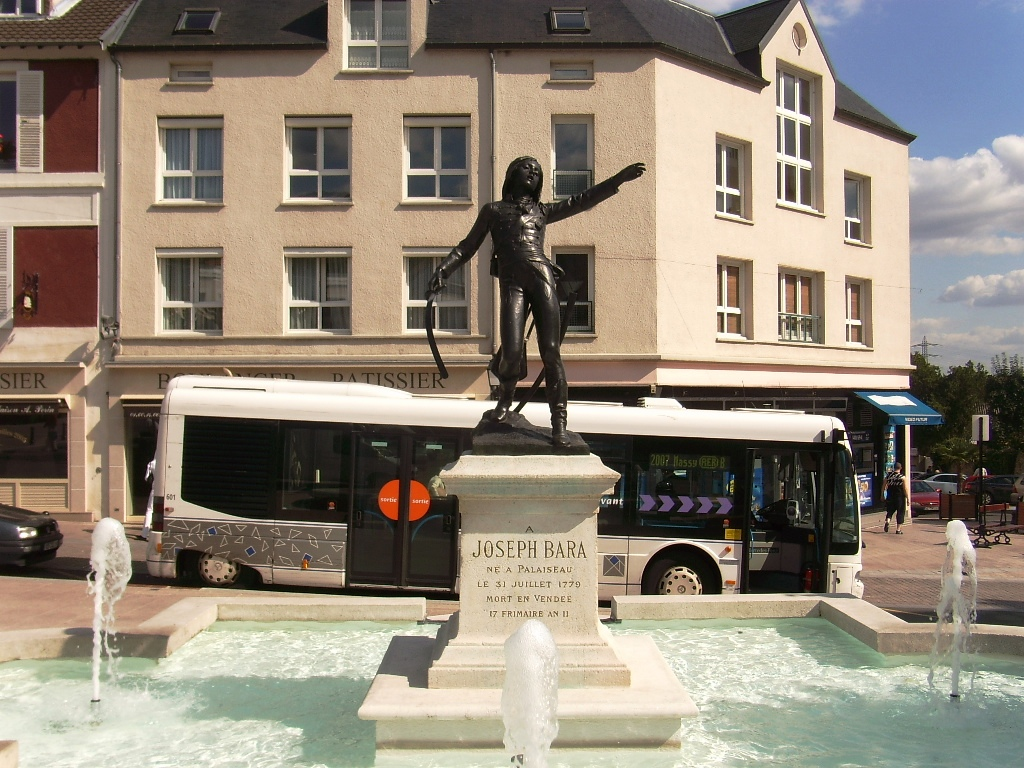
Monument à Joseph Bara (1881), Palaiseau.

Louis Albert-Lefeuvre est l'élève d'Auguste Dumont et d'Alexandre Falguière à l'École des beaux-arts de Paris. Il débute au Salon de 1875, puis y expose des œuvres comme Pour la patrie ou la Muse des bois.
Ses œuvres sont éditées par la fonderie d'art Siot-Decauville et Ferdinand Barbedienne.

## Œuvres

### Œuvres dans les collections publiques
- Cholet, musée d'art et d'histoire : L'Aïeul, groupe en plâtre.
- Palaiseau : Monument à Joseph Bara, 1881, bronze.
- Paris, musée d'Orsay : Fin de journée, 1907, biscuit et porcelaine de la Manufacture nationale de Sèvres, d'après le groupe Après le travail de 1885[3].
- Rouen, boulevard de la Marne : Monument à Armand Carrel, 1887, bronze, envoyé à la fonte sous le régime de Vichy.
- Tours, hôtel de ville : Le Maréchal Boucicaut et Paul-Louis Courier1899-1900, statues en ciment pierre[4].

Œuvres de Louis Albert-Lefeuvre
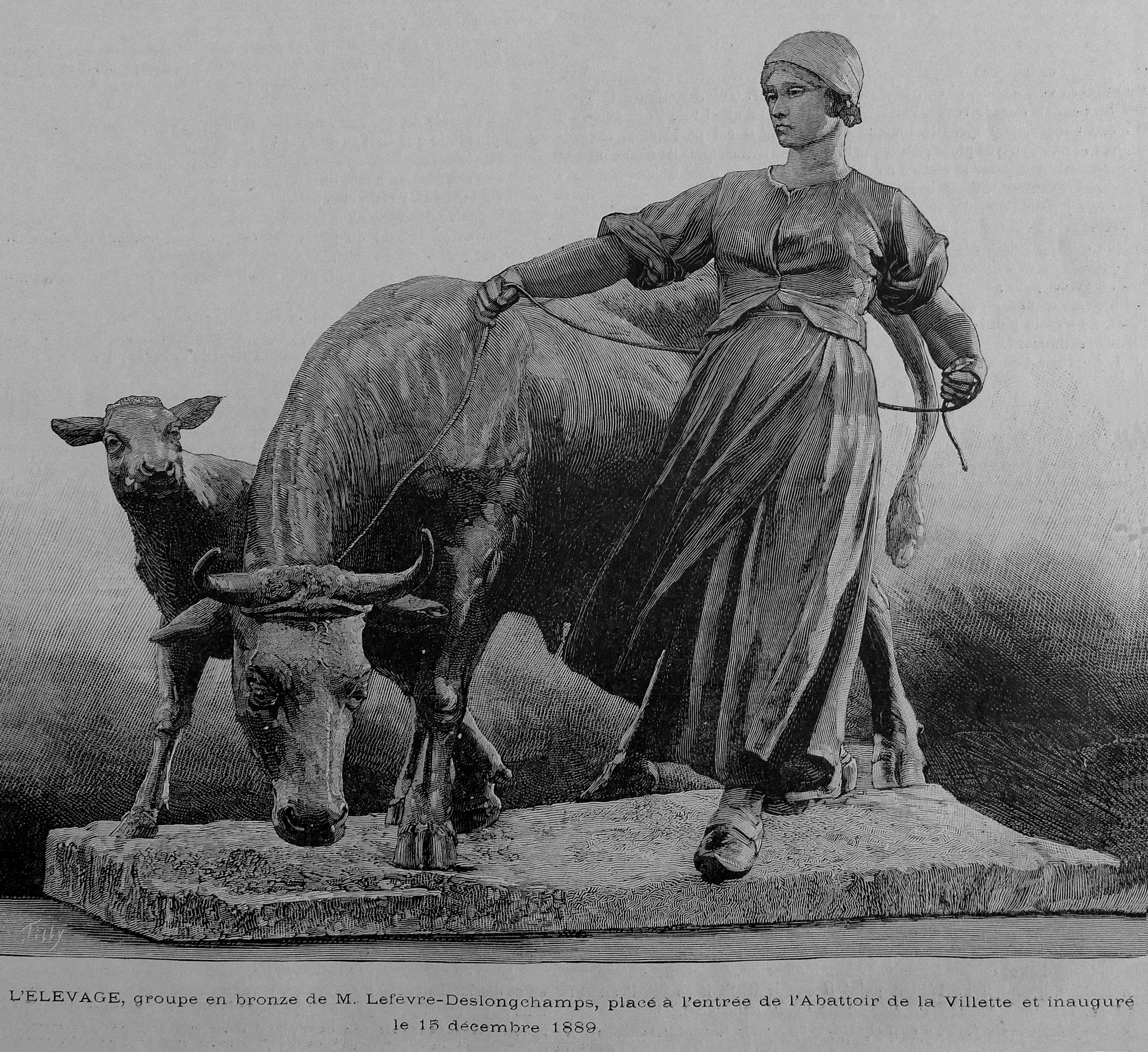
La Vachère (ou L’Élevage), 1889, disparu, abattoirs de la Villette.

### Fontes d'édition
- Saint Michel, fonte de fer, fonderies Salin et Capitain.
- Les Fondeurs de cloche ou Les Fondeurs du Moyen Âge, exposition universelle de 1900, statuette, étain et bronze, fonderie Siot-Decauville.
- Le Repos, bronze, fonderie Barbedienne.
- Pour la patrie, fonte de fer, fonderie Salin.
- Buste de Marivaux, bronze, fonderie Siot-Decauville.

## Salons et expositions
- Salon de 1875 : Jeanne d'Arc, statue en plâtre.
- Salon de 1876  L'Adolescence, statue en plâtre.
- Salon de 1882 : Le Pain, groupe en plâtre[5].
- Salon de 1885 : Après le travail, groupe en plâtre.
- Salon de 1887 : Le Pain, groupe en marbre[6], acquis par l'Etat au Salon et aujourd'hui en dépôt sur la place du Drapeau à Parthenay.
- Salon de 1890 : Pour la patrie, groupe en marbre.
- Exposition universelle de 1900 : Les Fondeurs de cloche ou Les Fondeurs du Moyen Âge, statuette en étain et bronze.